# Virne, Dobrovelîcikivka
Virne (în ucraineană Вірне) este un sat în comuna Haiivka din raionul Dobrovelîcikivka, regiunea Kirovohrad, Ucraina.

## Demografie
Componența lingvistică a localității Virne
     Ucraineană (86,96%)
     Română (13,04%)
Conform recensământului din 2001, majoritatea populației localității Virne era vorbitoare de ucraineană (86,96%), existând în minoritate și vorbitori de română (13,04%).